# Ридши, Вальтер
Вальтер Ридши (нем. Walter Riedschy; 16 апреля 1925 — 5 апреля 2011) — немецкий футболист, защитник. Выступал за сборную Саара.

## Биография
Всю профессиональную карьеру (с 1952 по 1959 год) провёл в клубе юго-западной зоны немецкой Оберлиги «Саар 05». За семь лет в составе команды сыграл 135 матчей и забил 6 голов, но серьёзных успехов с клубом не добивался.
Единственный матч за сборную Саара провёл 1 мая 1955 года против второй сборной Португалии, в котором появился на замену после перерыва вместо Курта Клеменса.